# Manifesto (Inspectah Deck)
Manifesto è il quarto album del rapper statunitense Inspectah Deck, pubblicato nel 2010.
| Recensione     | Giudizio |
| -------------- | -------- |
| AllMusic       | [ 1 ]    |
| Pitchfork      | [ 2 ]    |
| RapReviews     | [ 3 ]    |
| Slant Magazine | [ 4 ]    |

## Tracce
1. Tombstone Intro – 1:38 – J. Glaze
2. The Champion – 2:48 – The Alchemist
3. Born Survivor (featuring Cormega) – 3:16 – MoSS
4. This Is It – 3:11 – Dtox
5. Luv Letter (featuring Fes Taylor & Ms. Whitney) – 4:03 – Inspectah Deck
6. P.S.A. – 1:44 – Lee Bannon
7. T.R.U.E. (featuring Meshel) – 3:10
8. We Get Down – 2:55 – Soundsmith Productions (Y-Not)
9. The Big Game (featuring Raekwon & AC) – 4:58 – Mental Instruments
10. Tombstone Interlude – 1:40 – J. Glaze
11. 9th Chamber Part II – 3:12 – Inspectah Deck, Khino
12. Really Real (featuring Carlton Fisk & Fes Taylor) – 4:56
13. Serious Rappin' (featuring Termanology & Planet Asia) – 4:05 – Mike Cash
14. Do What U Gotta – 3:13 – Flip
15. Crazy – 3:17 – J. Glaze
16. Gotta Bang (featuring Kurupt & Billy Danze) – 3:43 – Shorty 140
17. The Bad Apple – 3:12 – K. Slack
18. Brothaz Respect (featuring Cappadonna & Fes Taylor) – 3:52 – Cee The Architek
19. 5 Star G – 2:53 – MoSS
20. The Neverending Story (featuring Pleasant) – 4:34 – Agallah

Tracce bonus su iTunes
1. Eyes On Me – 2:54
2. Get Body – 3:13
3. Ghetto Love – 2:56

## Classifiche
| Classifica (2008)         | Posizione massima |
| ------------------------- | ----------------- |
| Stati Uniti               | 137               |
| US Independent Albums     | 7                 |
| US Top R&B/Hip-Hop Albums | 69                |